# Phytozoaire
Ce taxon est aujourd'hui obsolète.
En zoologie, un phytozoaire est un taxon désuet qui désignait des invertébrés aquatiques pouvant présenter une ressemblance superficielle avec une plante, ce qui englobe les échinodermes, les cnidaires, les spongiaires, les ectoproctes, les kamptozoaires et les ciliés de la taxonomie contemporaine.